# Wiesenbach (powiat Rhein-Neckar)
Wiesenbach – miejscowość i gmina w Niemczech, w kraju związkowym Badenia-Wirtembergia, w rejencji Karlsruhe, w regionie Rhein-Neckar, w powiecie Rhein-Neckar-Kreis, wchodzi w skład związku gmin Neckargemünd. Leży nad rzeką Elsenz, ok. 10 km na południowy wschód od Heidelbergu, przy drodze krajowej B45.

## Polityka

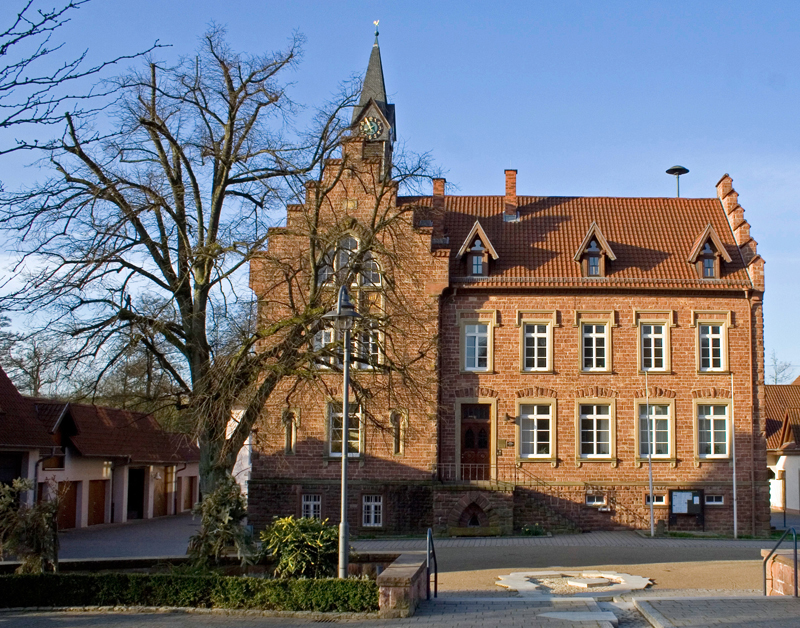
Ratusz

### Wybory
| Wybory 2004       |          |        |
| Partia            | Poparcie | Miejsc |
| CDU               | 33,1%    | 4      |
| Bezpartyjni       | 24,4%    | 3      |
| Zieloni           | 22,3%    | 3      |
| SPD               | 20,1%    | 2      |
| Frekwencja: 68,8% |          |        |

## Współpraca
Miejscowości partnerskie:
- Deszk, Węgry
- Donnery, Francja od 1988
- Smiltene, Łotwa